# Colletes impunctatus
Colletes impunctatus là một loài Hymenoptera trong họ Colletidae. Loài này được Nylander mô tả khoa học năm 1852.